# Tácito Rocha
Tácito Rocha (16 de abril de 1942 - São Paulo, 29 de maio de 2011), foi um ator, diretor e escritor brasileiro.

Trabalhou em novelas como O Salvador da Pátria, Barriga de Aluguel, Sangue do Meu Sangue e Essas Mulheres. Além de filmes como Os Cristais Debaixo do Trono, Sete Minutos e P R Kadeia. No teatro atuou em peças como Ai de Ti, Mata Hari e Nostradamus e também foi diretor de teatro, tendo sido o diretor da encenção humorística Não me Conte Verdades.
Morreu no dia 29 de maio de 2011, aos 69 anos.